# رام إم كيه3
رام إم كيه3 (بالإنجليزية: RAM MK3) (رام 2000) هي مركبة مدرعة خفيفة صممتها شركة صناعات الفضاء الإسرائيلية. تعتمد على هيكل أحادي الهيكل بعجلات 4×4.

## التاريخ
أدرجت السيارة أيضًا لتبيعها شركة ماهيندرا للنظم الدفاعية مع خطط لتصنيع رام إم كيه 3 بموجب ترخيص لعقد عسكري هندي مستقبلي.

## التاريخ التشغيلي

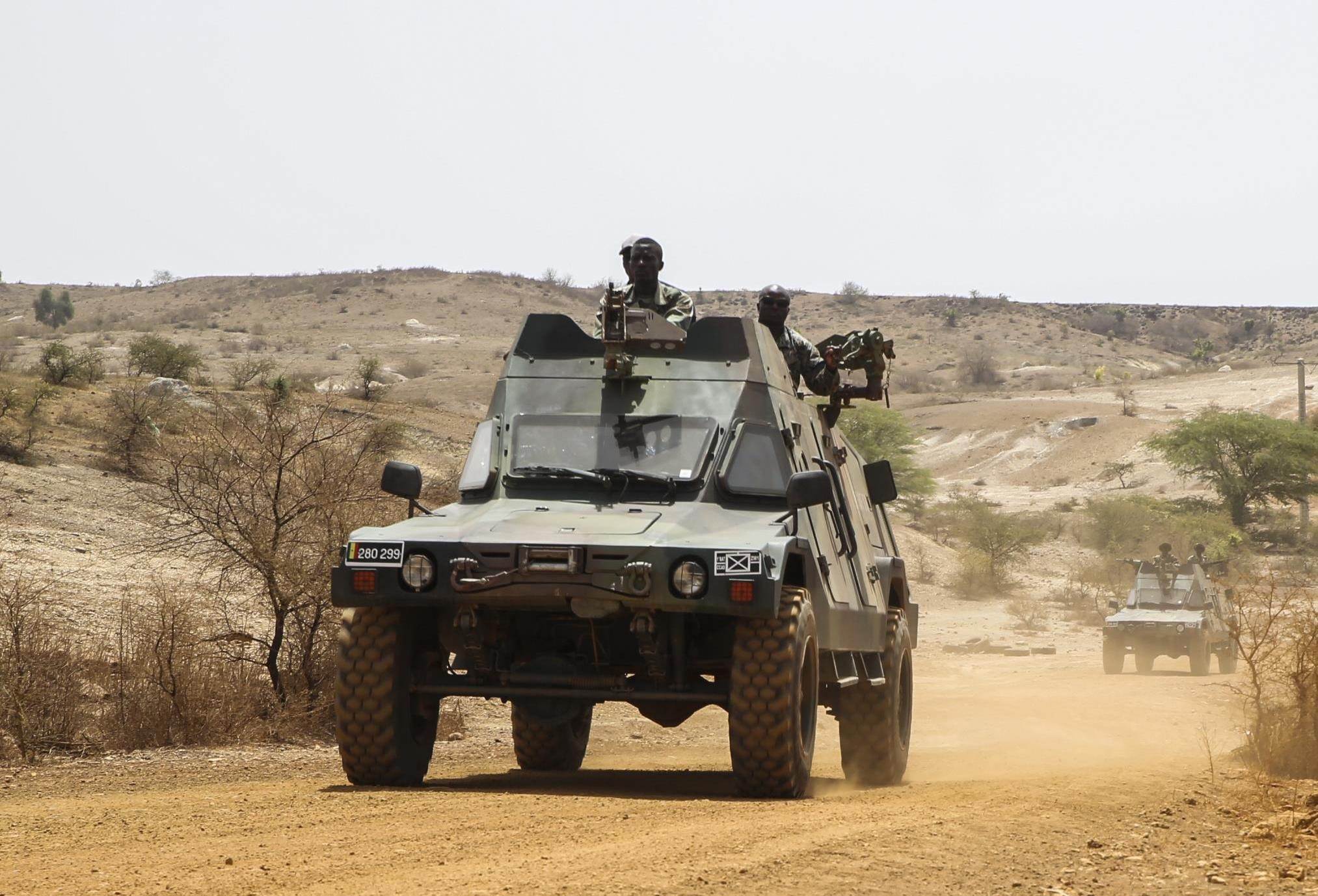
مركبات رام إم كيه3 من الكتيبة الأولى للمشاة، الجيش السنغالي، قبل نشرها في مالي في عام 2017.

استُخدمت رام إم كيه 3 في العمليات العسكرية التشادية والسنغالية. استُخدمت مركبات رام إم كيه 3 التشادية أثناء الحرب الأهلية التشادية التي انتهت في عام 2010  وأثناء التدخل التشادي في حرب مالي عام 2013.
نُشرت رام إم كيه 3 السنغالية مع قوات الأمم المتحدة في كوت ديفوار.

## الإصدارات

### مضاد للدبابات
جُهزت إم كيه 3 أيه تي بعدد 4-8 صواريخ مضادة للدبابات موجهة بالليزر من نوع لاهات. على عكس المركبات المدرعة الأخرى، التي يكون المحرك في المقدمة أو تحت المقصورة المحمية، تضع رام مجموعة الطاقة بأكملها - المحرك وناقل الحركة الأوتوماتيكي وعلب النقل في الخلف.